# Allrussische Industrie- und Handwerksausstellung 1896

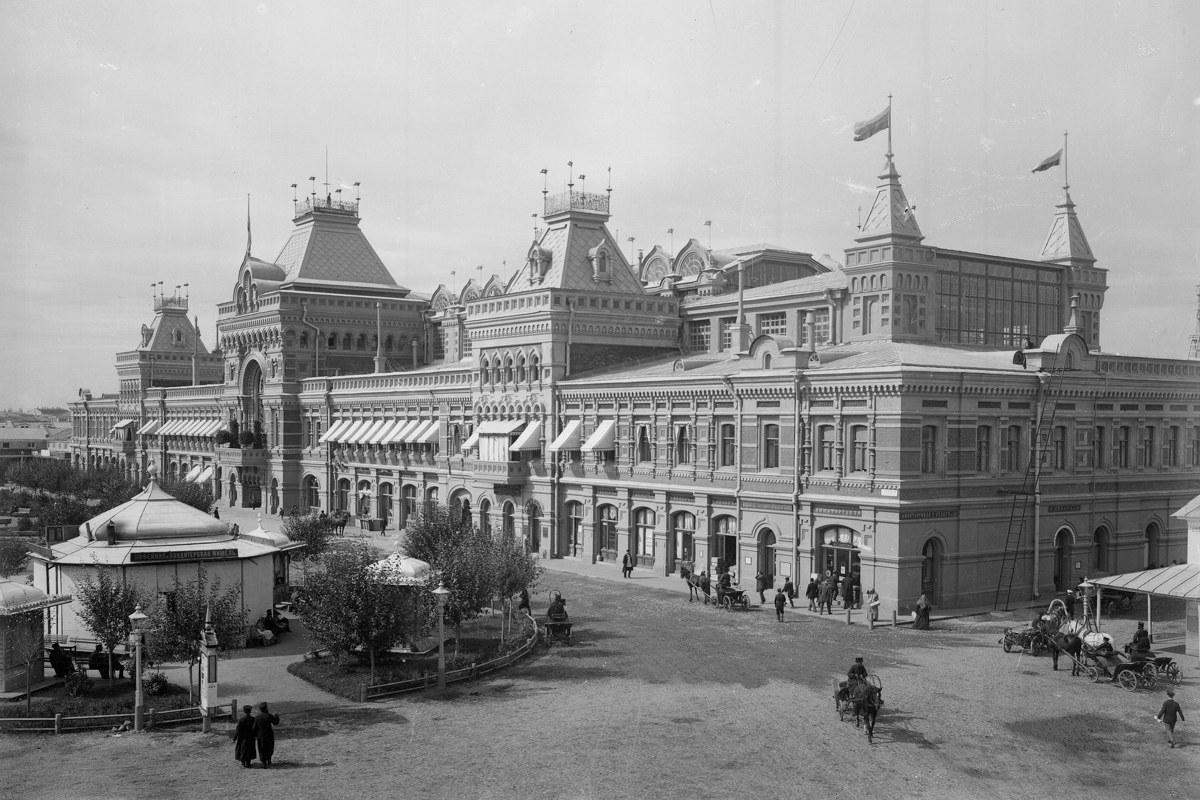
Hauptmessegebäude (1896)

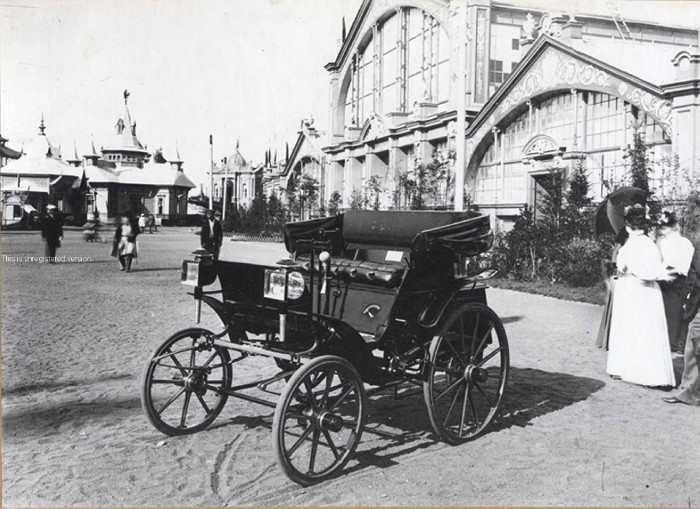
Erstes russisches Automobil

Die Allrussische Industrie- und Handwerksausstellung 1896 fand in der Messestadt von Nischni Nowgorod statt.
Es war das erste Mal, dass die Allrussische Ausstellung in einer Provinzstadt veranstaltet wurde, vorher fand sie jeweils in St. Petersburg, Moskau oder Warschau statt. Sie dauerte vom 28. Maijul. / 9. Junigreg. bis zum 1. Oktoberjul. / 13. Oktober 1896greg.. Es beteiligten sich 9700 Aussteller.
Neben diversen bautechnischen Werken des Ingenieurs Wladimir Schuchow war unter anderem das erste russische Automobil der Firma Jakowlew & Frese zu sehen.